# Lijst van nummer 1-hits in Duitsland in 2009
Deze hits stonden in 2009 op nummer 1 in de Musikmarkt Top 100, de bekendste hitlijst in Duitsland.
| Datum        | Artiest                        | Titel                        |
| ------------ | ------------------------------ | ---------------------------- |
| 2 januari    | Katy Perry                     | Hot n cold                   |
| 9 januari    | Katy Perry                     | Hot n cold                   |
| 16 januari   | Katy Perry                     | Hot n cold                   |
| 23 januari   | Katy Perry                     | Hot n cold                   |
| 30 januari   | James Morrison & Nelly Furtado | Broken strings               |
| 6 februari   | James Morrison & Nelly Furtado | Broken strings               |
| 13 februari  | James Morrison & Nelly Furtado | Broken strings               |
| 20 februari  | James Morrison & Nelly Furtado | Broken strings               |
| 27 februari  | James Morrison & Nelly Furtado | Broken strings               |
| 6 maart      | Silbermond                     | Irgendwas bleibt             |
| 13 maart     | Lady Gaga                      | Poker face                   |
| 20 maart     | Lady Gaga                      | Poker face                   |
| 27 maart     | Lady Gaga                      | Poker face                   |
| 3 april      | Lady Gaga                      | Poker face                   |
| 10 april     | Lady Gaga                      | Poker face                   |
| 17 april     | Lady Gaga                      | Poker face                   |
| 24 april     | Lady Gaga                      | Poker face                   |
| 1 mei        | Lady Gaga                      | Poker face                   |
| 8 mei        | Lady Gaga                      | Poker face                   |
| 15 mei       | Lady Gaga                      | Poker face                   |
| 22 mei       | Lady Gaga                      | Poker face                   |
| 29 mei       | Daniel Schuhmacher             | Anything but love            |
| 5 juni       | Daniel Schuhmacher             | Anything but love            |
| 12 juni      | Daniel Schuhmacher             | Anything but love            |
| 19 juni      | Lady Gaga                      | Poker face                   |
| 26 juni      | Lady Gaga                      | Poker face                   |
| 3 juli       | Emilíana Torrini               | Jungle drum                  |
| 10 juli      | Emilíana Torrini               | Jungle drum                  |
| 17 juli      | Emilíana Torrini               | Jungle drum                  |
| 24 juli      | Emilíana Torrini               | Jungle drum                  |
| 31 juli      | Emilíana Torrini               | Jungle drum                  |
| 7 augustus   | Emilíana Torrini               | Jungle drum                  |
| 14 augustus  | Emilíana Torrini               | Jungle drum                  |
| 21 augustus  | Emilíana Torrini               | Jungle drum                  |
| 28 augustus  | Marit Larsen                   | If a song could get me you   |
| 4 september  | Marit Larsen                   | If a song could get me you   |
| 11 september | Marit Larsen                   | If a song could get me you   |
| 18 september | Marit Larsen                   | If a song could get me you   |
| 25 september | Marit Larsen                   | If a song could get me you   |
| 2 oktober    | Rammstein                      | Pussy                        |
| 9 oktober    | David Guetta & Akon            | Sexy bitch                   |
| 16 oktober   | Lady Gaga                      | Paparazzi                    |
| 23 oktober   | Robbie Williams                | Bodies                       |
| 30 oktober   | Robbie Williams                | Bodies                       |
| 6 november   | Robbie Williams                | Bodies                       |
| 13 november  | Ich + Ich                      | Pflaster                     |
| 20 november  | Robbie Williams                | Bodies                       |
| 27 november  | Ich + Ich                      | Pflaster                     |
| 4 december   | Ich + Ich                      | Pflaster                     |
| 11 december  | The Black Eyed Peas            | Meet me halfway              |
| 18 december  | Aura Dione                     | I will love you monday (365) |
| 25 december  | Keri Hilson                    | I like                       |